# Stazione di Calolziocorte-Olginate
La stazione di Calolziocorte-Olginate è una stazione ferroviaria posta nel punto di separazione delle linee Lecco-Bergamo e Milano-Lecco. Serve i centri abitati di Calolziocorte e di Olginate.

## Storia
Fino al 1927 era denominata "Calolzio-Olginate".

## Movimento
La stazione di Caloziocorte è servita dai treni regionali in servizio sulle relazioni Lecco-Calolziocorte-Bergamo con frequenza oraria e dai treni suburbani della linea S8 (Milano Porta Garibaldi-Monza-Carnate-Lecco) con frequenza semioraria. Entrambi i servizi sono cadenzati.

## Servizi
- Sala d'attesa
- Servizi igienici

## Galleria d'immagini

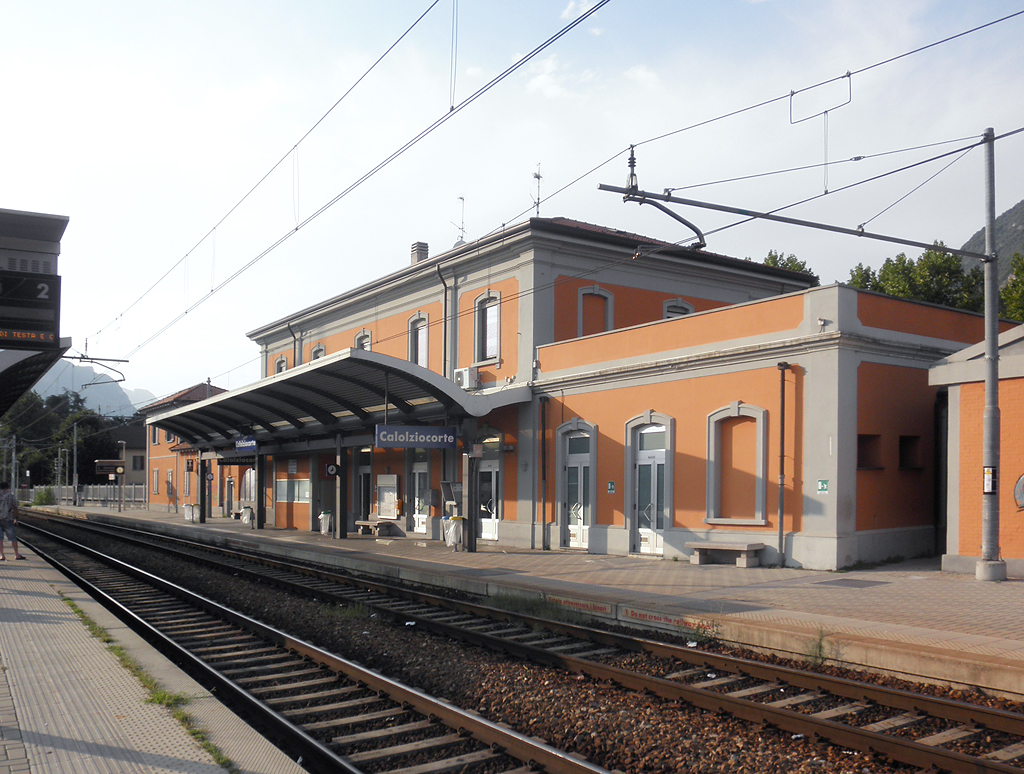
Binari 2, 1 e fabbricato viaggiatori (vista da banchina binari 2 e 3)
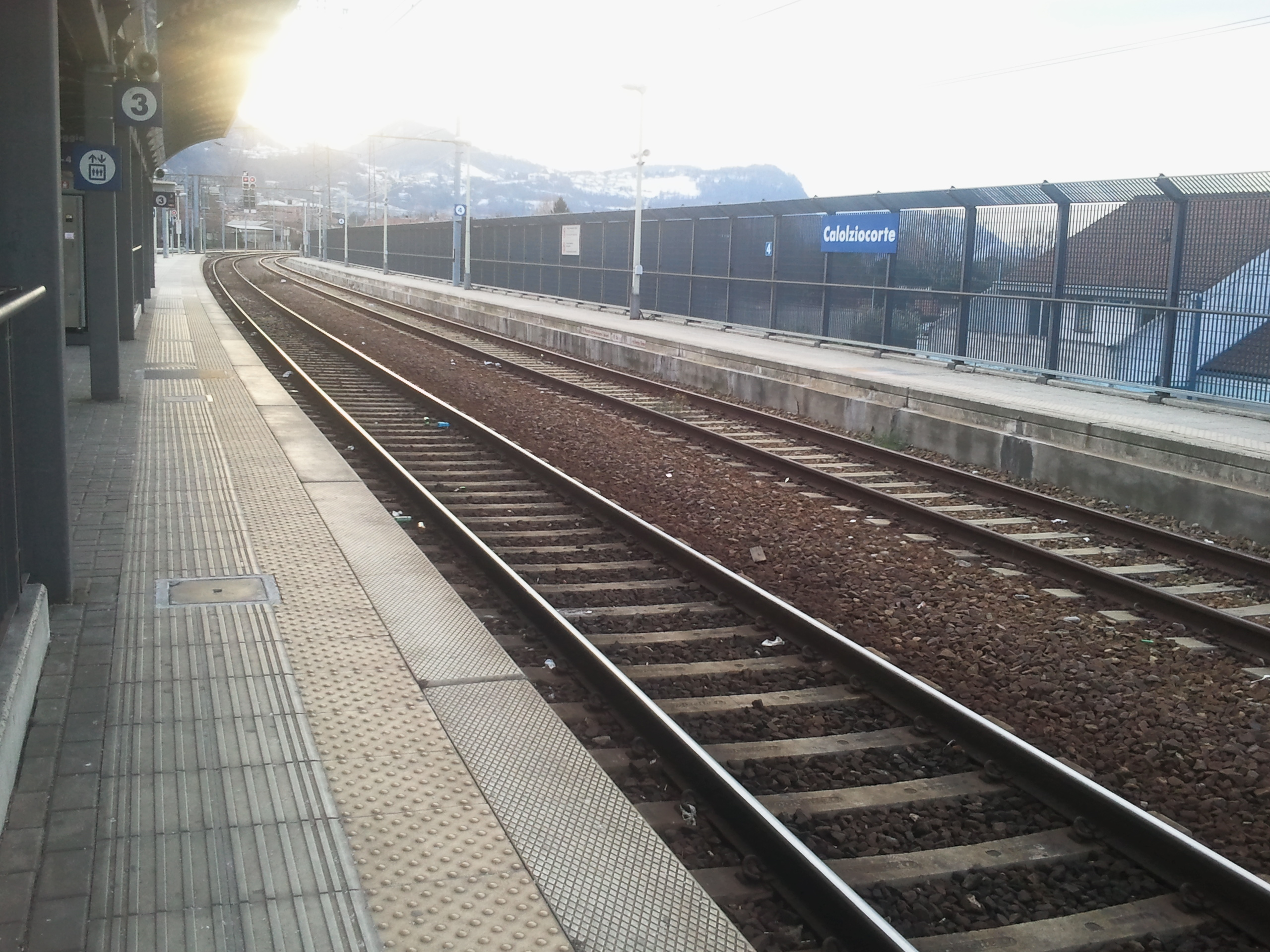
Binari 3 e 4 (vista da banchina binari 2 e 3)
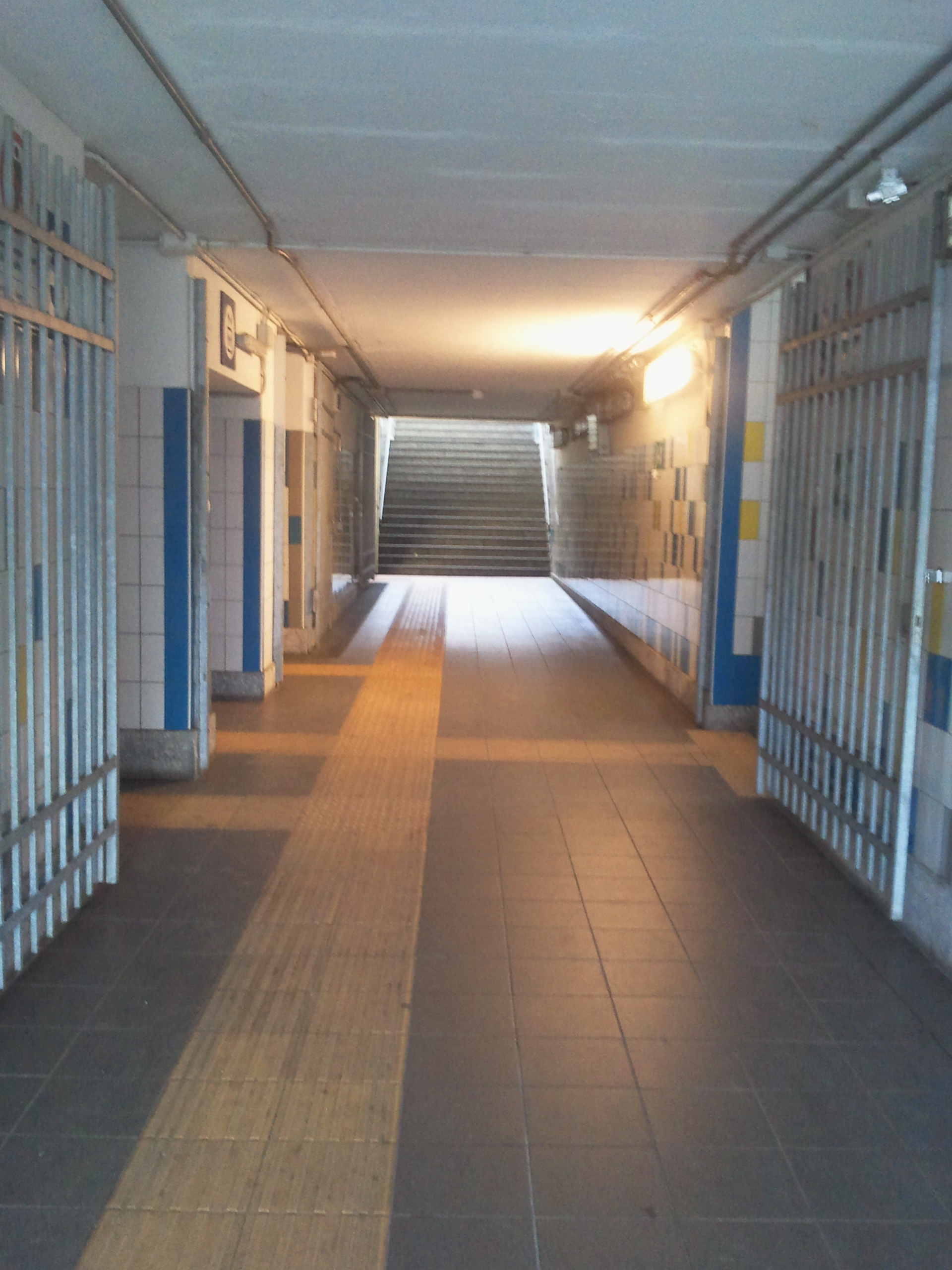
Sottopassaggio pedonale (vista da accesso Ovest-Binario 4)
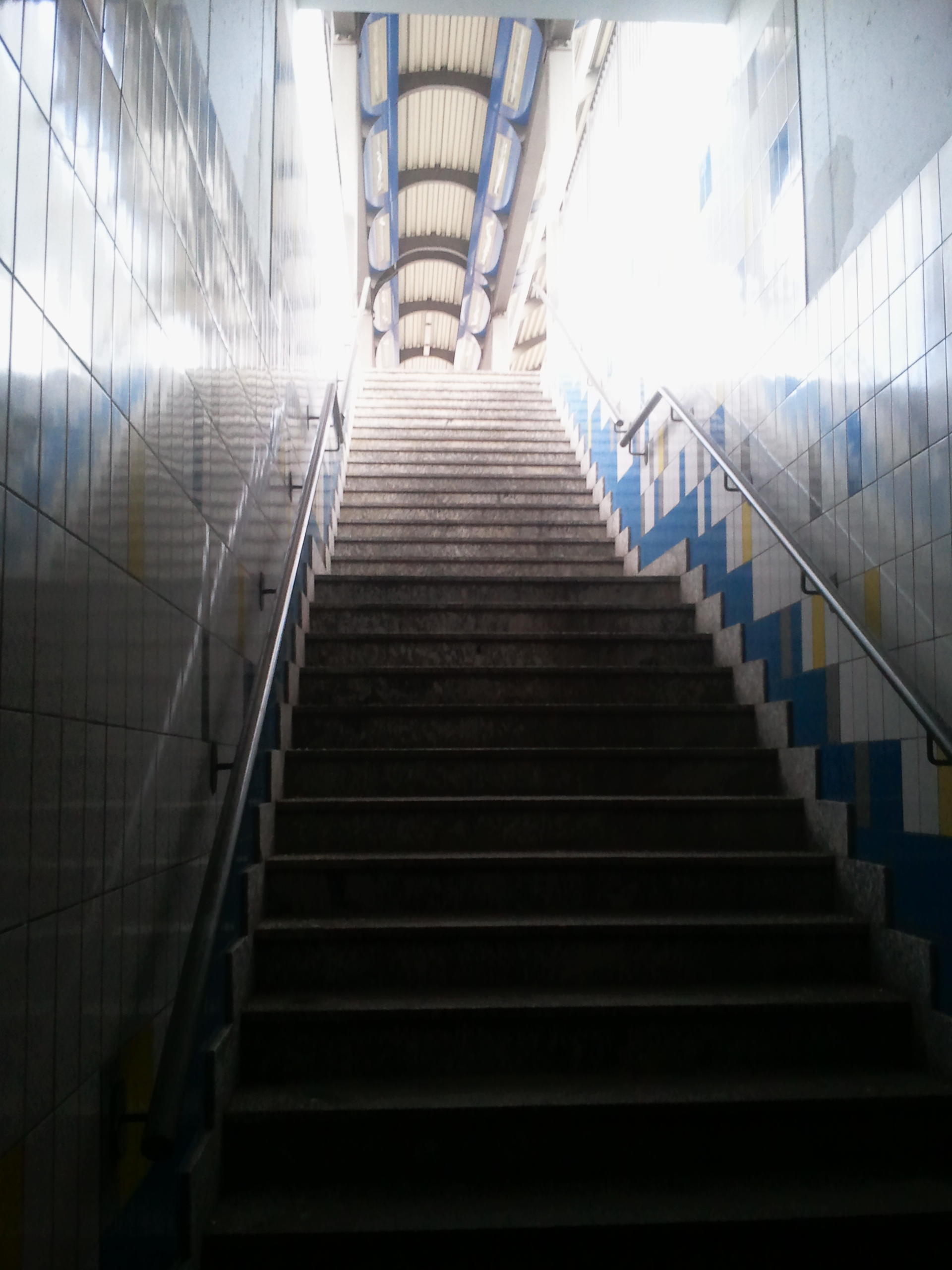
Scale che dal fabbricato viaggiatori portano al sottopassaggio per i binari 2, 3, 4, e all'accesso Ovest (vista dal basso).